# 梁乃鵬
梁乃鵬，GBS，OBE，JP（1940年8月29日—），電視廣播有限公司前行政主席。其弟是香港大學醫學院榮譽教授梁乃江。其姪兒是香港女藝人鍾嘉欣的丈夫，加拿大脊醫、中加混血兒Jeremy Leung。

## 背景
梁乃鵬出身富裕家庭，生於中國上海市，祖籍廣東東莞。家族於1949年遷到香港後，家道中落，故梁氏12歲就開始在酒店工作，一直在香港君臨海域酒店任職至1960年為止（期間於1952年至1958年當侍應生，1958年至1960年升為文員）。梁乃鵬來到香港生活後定居長洲，1949年至1950年在島上新興街的漢川學校入讀小學，1950年至1952年轉到長洲官立中學完成小學階段。他及後依靠自修升學，1960年以20歲之齡考入英皇書院入讀中三年級，至1965年中七畢業離校，再於1965年入讀香港大學修讀經濟及政治學（1968年以二級榮譽資格畢業，與前市政總署署長鍾麗幗為同學）。
從香港大學畢業後，他於1968年至1970年遠赴英國吉爾福特法律學院進修律師執業文憑，取得律師資格。他先於1970年至1972年加入英國Woodhouse Smith & Co. 律師樓任職實習律師，1972年至1974年轉職Hastings & Co. 任（助理）律師，繼而於1974年返港後加入胡與胡律師事務所，成為事務所的合夥人。 此外，他1985年起出任城市大學校董，並於1997至2003年間，擔當校董會主席，服務共達18年，因此也獲該校頒授榮譽法學博士學位。2016年至2022年他出任香港中文大學校董會主席，並於2016年6月30日起辭任城市大學副校監，結束三十多年來於城市大學的公職生涯。
離開法律界後，梁氏轉而從商，擔任多間上市公司的董事，在2003年9月，更獲委任為電視廣播有限公司副行政主席兼執行董事，同時成為旗下不同子公司的董事會成員，例如TVBS的董事長。另一方面，梁亦積極參與社會事務，獲任不少獨立法定機構的公職，例如在1993年至2007年間，梁氏就為民眾安全服務隊處長。隨著無綫電視行政主席邵逸夫於2012年1月離職，梁乃鵬於2012年1月1日起接替邵逸夫出任行政主席，其後在2015年1月1日退任行政主席。另外，他2012年5月出任載通國際董事會主席。
投身法律界及商界多年，梁乃鵬於1983年獲委任為太平紳士，1986年獲頒大英帝國官佐勳章（OBE）。政治上，他曾於1974年至1980年擔任香港革新會的執行委員。又於1975年至1977年擔任香港大學經濟學會主席。